# USS LST-827
O USS LST-827 foi um navio de guerra norte-americano da classe LST que operou durante a Segunda Guerra Mundial.